# Gran Premi de Mònaco del 2014
El Gran Premi de Mònaco de Fórmula 1 de la temporada 2014 s'ha disputat al Circuit de Montecarlo, del 23 al 25 de maig del 2014.

## Resultats de la qualificació
| Pos                  | No | Pilot             | Constructor          | Part 1   | Part 2        | Part 3   | Sortida |
| -------------------- | -- | ----------------- | -------------------- | -------- | ------------- | -------- | ------- |
| 1                    | 6  | Nico Rosberg      | Mercedes             | 1:17.678 | 1:16.465      | 1:15.989 | 1       |
| 2                    | 44 | Lewis Hamilton    | Mercedes             | 1:17.823 | 1:16.354      | 1:16.048 | 2       |
| 3                    | 3  | Daniel Ricciardo  | Red Bull-Renault     | 1:17.900 | 1:17.233      | 1:16.384 | 3       |
| 4                    | 1  | Sebastian Vettel  | Red Bull-Renault     | 1:18.383 | 1:17.074      | 1:16.547 | 4       |
| 5                    | 14 | Fernando Alonso   | Ferrari              | 1:17.853 | 1:17.200      | 1:16.686 | 5       |
| 6                    | 7  | Kimi Räikkönen    | Ferrari              | 1:17.902 | 1:17.398      | 1:17.389 | 6       |
| 7                    | 25 | Jean-Éric Vergne  | Toro Rosso-Renault   | 1:17.557 | 1:17.657      | 1:17.540 | 7       |
| 8                    | 20 | Kevin Magnussen   | McLaren-Mercedes     | 1:17.978 | 1:17.609      | 1:17.555 | 8       |
| 9                    | 26 | Daniïl Kviat      | Toro Rosso-Renault   | 1:18.616 | 1:17.594      | 1:18.090 | 9       |
| 10                   | 11 | Sergio Pérez      | Force India-Mercedes | 1:18.108 | 1:17.755      | 1:18.327 | 10      |
| 11                   | 27 | Nico Hülkenberg   | Force India-Mercedes | 1:18.432 | 1:17.846      |          | 11      |
| 12                   | 22 | Jenson Button     | McLaren-Mercedes     | 1:17.890 | 1:17.988      |          | 12      |
| 13                   | 77 | Valtteri Bottas   | Williams-Mercedes    | 1:18.407 | 1:18.082      |          | 13      |
| 14                   | 8  | Romain Grosjean   | Lotus-Renault        | 1:18.335 | 1:18.196      |          | 14      |
| 15                   | 13 | Pastor Maldonado  | Lotus-Renault        | 1:18.585 | 1:18.356      |          | 15      |
| 16                   | 19 | Felipe Massa      | Williams-Mercedes    | 1:18.209 | Sense temps 2 |          | 16      |
| 17                   | 21 | Esteban Gutiérrez | Sauber-Ferrari       | 1:18.741 |               |          | 17      |
| 18                   | 99 | Adrian Sutil      | Sauber-Ferrari       | 1:18.745 |               |          | 18      |
| 19                   | 17 | Jules Bianchi     | Marussia-Ferrari     | 1:19.332 |               |          | 211     |
| 20                   | 4  | Max Chilton       | Marussia-Ferrari     | 1:19.928 |               |          | 19      |
| 21                   | 10 | Kamui Kobayashi   | Caterham-Renault     | 1:20.133 |               |          | 20      |
| 22                   | 9  | Marcus Ericsson   | Caterham-Renault     | 1:21.732 |               |          | PL2     |
| 107% temps: 1:22.985 |    |                   |                      |          |               |          |         |
| Font:                |    |                   |                      |          |               |          |         |

Notes
- ^1  — Jules Bianchi ha estat penalitzat amb 5 llocs a la graella de sortida per haver substituït la caixa de canvi.[2]
- ^2  — Marcus Ericsson comença la cursa des del pit lane després d'una col·lisió amb Massa a la Q1, impedint la participació d'aquest a la Q2.[3]

## Resultats de la Cursa
| Pos   | No | Pilot             | Constructor          | Voltes | Temps / Retirada     | Pos.Sortida | Punts |
| ----- | -- | ----------------- | -------------------- | ------ | -------------------- | ----------- | ----- |
| 1     | 6  | Nico Rosberg      | Mercedes             | 78     | 1:49:27.661          | 1           | 25    |
| 2     | 44 | Lewis Hamilton    | Mercedes             | 78     | + 9.210 s            | 2           | 18    |
| 3     | 3  | Daniel Ricciardo  | Red Bull-Renault     | 78     | + 9.614 s            | 3           | 15    |
| 4     | 14 | Fernando Alonso   | Ferrari              | 78     | + 32.452 s           | 5           | 12    |
| 5     | 27 | Nico Hülkenberg   | Force India-Mercedes | 77     | + 1 volta            | 11          | 10    |
| 6     | 22 | Jenson Button     | McLaren-Mercedes     | 77     | + 1 volta            | 12          | 8     |
| 7     | 19 | Felipe Massa      | Williams-Mercedes    | 77     | + 1 volta            | 16          | 6     |
| 8     | 8  | Romain Grosjean   | Lotus-Renault        | 77     | + 1 volta            | 14          | 4     |
| 93    | 17 | Jules Bianchi     | Marussia-Ferrari     | 77     | + 1 volta            | 21          | 2     |
| 10    | 20 | Kevin Magnussen   | McLaren-Mercedes     | 77     | + 1 volta            | 8           | 1     |
| 11    | 9  | Marcus Ericsson   | Caterham-Renault     | 77     | + 1 volta            | PL          |       |
| 12    | 7  | Kimi Räikkönen    | Ferrari              | 77     | + 1 volta            | 6           |       |
| 13    | 10 | Kamui Kobayashi   | Caterham-Renault     | 75     | + 3 voltes           | 20          |       |
| 14    | 4  | Max Chilton       | Marussia-Ferrari     | 75     | + 3 voltes           | 19          |       |
| Ret   | 21 | Esteban Gutiérrez | Sauber-Ferrari       | 59     | Accident/Suspensions | 17          |       |
| Ret   | 77 | Valtteri Bottas   | Williams-Mercedes    | 55     | Motor                | 13          |       |
| Ret   | 25 | Jean-Éric Vergne  | Toro Rosso-Renault   | 50     | Exhaust              | 7           |       |
| Ret   | 99 | Adrian Sutil      | Sauber-Ferrari       | 23     | Accident             | 18          |       |
| Ret   | 26 | Daniïl Kviat      | Toro Rosso-Renault   | 10     | Exhaust              | 9           |       |
| Ret   | 1  | Sebastian Vettel  | Red Bull-Renault     | 5      | Turbo                | 4           |       |
| Ret   | 11 | Sergio Pérez      | Force India-Mercedes | 0      | Col·lisió            | 10          |       |
| DNS   | 13 | Pastor Maldonado  | Lotus-Renault        | 0      | Bomba de combustible | 15          |       |
| Font: |    |                   |                      |        |                      |             |       |

Notes
^3  — Jules Bianchi va acabar 8e, però va ser penalitzat amb 5 segons que se li van afegir al final de la cursa, quedant finalment classificat en novè lloc.